# Frénois (Vosges)
Frénois ist eine kleine französische Gemeinde mit 49 Einwohnern (Stand: 1. Januar 2022) im Département Vosges der Region Grand Est. Sie gehört zum Arrondissement Neufchâteau und zum Kanton Darney.

## Geografie

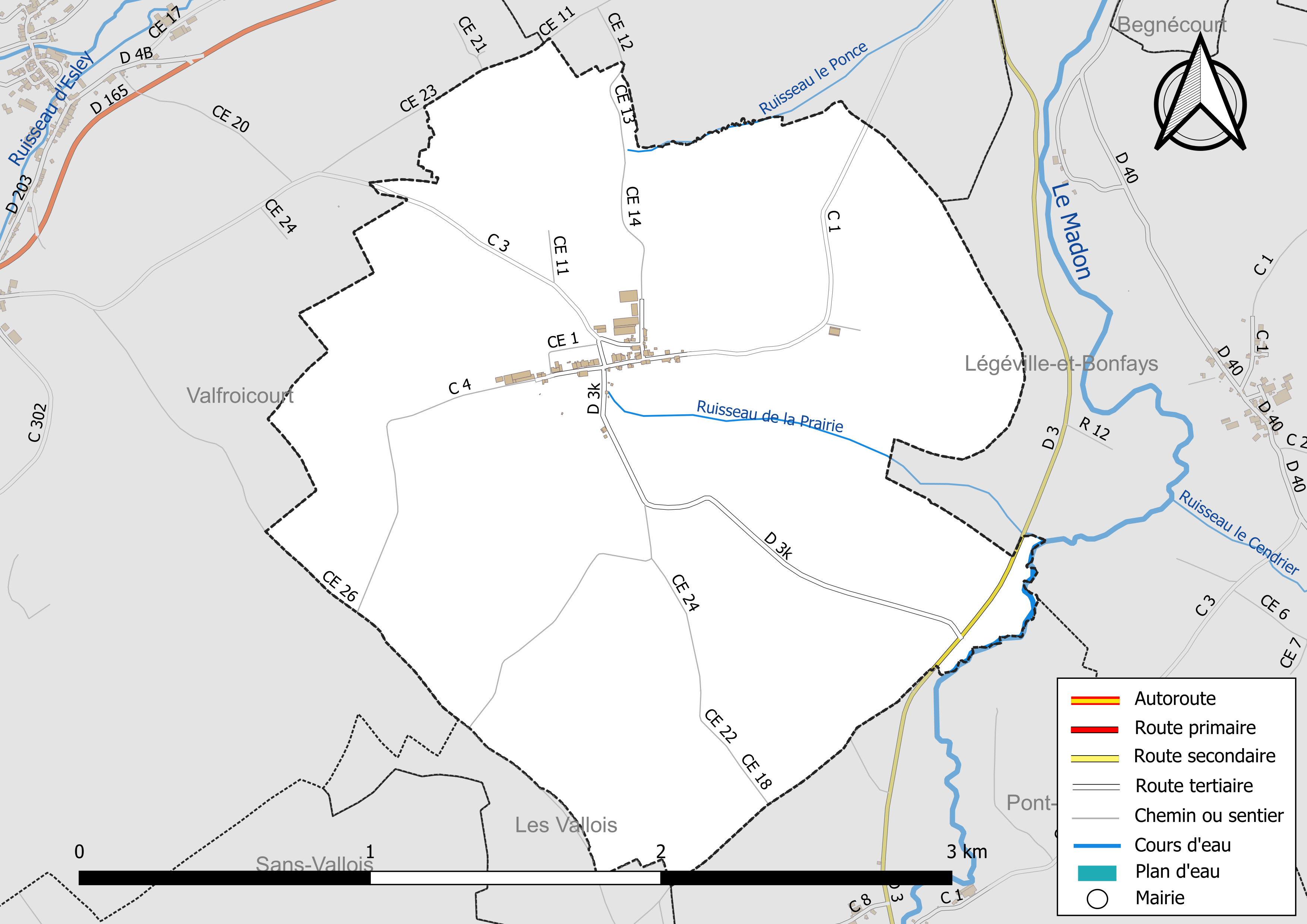
Gewässer und Straßen der Gemeinde

Frénois liegt in der ehemaligen Region Lothringen etwa 13 Kilometer östlich von Vittel und etwa 27 Kilometer westlich von Épinal. Die Gemeinde befindet sich nordwestlich des Plateaus der Vôge, eingerahmt von kleinen Hügeln, im Westen landwirtschaftlich genutzt (Champs Joly, les Vautimonts) und im Osten bewaldet (Bois des Baumes, de Barde und de la Rappe). Der Ruisseau de la Prairie entspringt auf dem Gebiet der Gemeinde und mündet in den Madon, der für rund 500 Meter die östliche Gemeindegrenze bildet. 
Nachbargemeinden von Frénois sind Bainville-aux-Saules im Norden, Légéville-et-Bonfays im Osten, Pont-lès-Bonfays im Südosten, Les Vallois im Süden sowie Valfroicourt im Westen.

## Bevölkerungsentwicklung
| Frénois: Einwohnerzahlen von 1793 bis 2016                                                                                 | Frénois: Einwohnerzahlen von 1793 bis 2016 | Frénois: Einwohnerzahlen von 1793 bis 2016 | Frénois: Einwohnerzahlen von 1793 bis 2016 | Frénois: Einwohnerzahlen von 1793 bis 2016 |
| --- | ------------------------------------------ | ------------------------------------------ | ------------------------------------------ | ------------------------------------------ |
| Jahr |                                            |                                            |                                            | Einwohner                                  |
| 1793 | 1793                                       |                                            | 147                                        | 147                                        |
| 1800 | 1800                                       |                                            | 156                                        | 156                                        |
| 1806 | 1806                                       |                                            | 142                                        | 142                                        |
| 1821 | 1821                                       |                                            | 190                                        | 190                                        |
| 1831 | 1831                                       |                                            | 232                                        | 232                                        |
| 1836 | 1836                                       |                                            | 248                                        | 248                                        |
| 1841 | 1841                                       |                                            | 270                                        | 270                                        |
| 1846 | 1846                                       |                                            | 233                                        | 233                                        |
| 1856 | 1856                                       |                                            | 247                                        | 247                                        |
| 1861 | 1861                                       |                                            | 239                                        | 239                                        |
| 1866 | 1866                                       |                                            | 257                                        | 257                                        |
| 1876 | 1876                                       |                                            | 237                                        | 237                                        |
| 1881 | 1881                                       |                                            | 221                                        | 221                                        |
| 1886 | 1886                                       |                                            | 197                                        | 197                                        |
| 1891 | 1891                                       |                                            | 162                                        | 162                                        |
| 1896 | 1896                                       |                                            | 150                                        | 150                                        |
| 1901 | 1901                                       |                                            | 135                                        | 135                                        |
| 1906 | 1906                                       |                                            | 142                                        | 142                                        |
| 1911 | 1911                                       |                                            | 136                                        | 136                                        |
| 1921 | 1921                                       |                                            | 104                                        | 104                                        |
| 1926 | 1926                                       |                                            | 92                                         | 92                                         |
| 1931 | 1931                                       |                                            | 78                                         | 78                                         |
| 1936 | 1936                                       |                                            | 92                                         | 92                                         |
| 1946 | 1946                                       |                                            | 62                                         | 62                                         |
| 1954 | 1954                                       |                                            | 67                                         | 67                                         |
| 1962 | 1962                                       |                                            | 46                                         | 46                                         |
| 1968 | 1968                                       |                                            | 40                                         | 40                                         |
| 1975 | 1975                                       |                                            | 38                                         | 38                                         |
| 1982 | 1982                                       |                                            | 37                                         | 37                                         |
| 1990 | 1990                                       |                                            | 37                                         | 37                                         |
| 1999 | 1999                                       |                                            | 55                                         | 55                                         |
| 2006 | 2006                                       |                                            | 40                                         | 40                                         |
| 2011 | 2011                                       |                                            | 45                                         | 45                                         |
| 2016 | 2016                                       |                                            | 51                                         | 51                                         |
| Quelle(n): EHESS/Cassini bis 1999, INSEE ab 2006 Anmerkung(en): Ab 1962 offizielle Zahlen ohne Einwohner mit Zweitwohnsitz |                                            |                                            |                                            |                                            |